# Fotometr

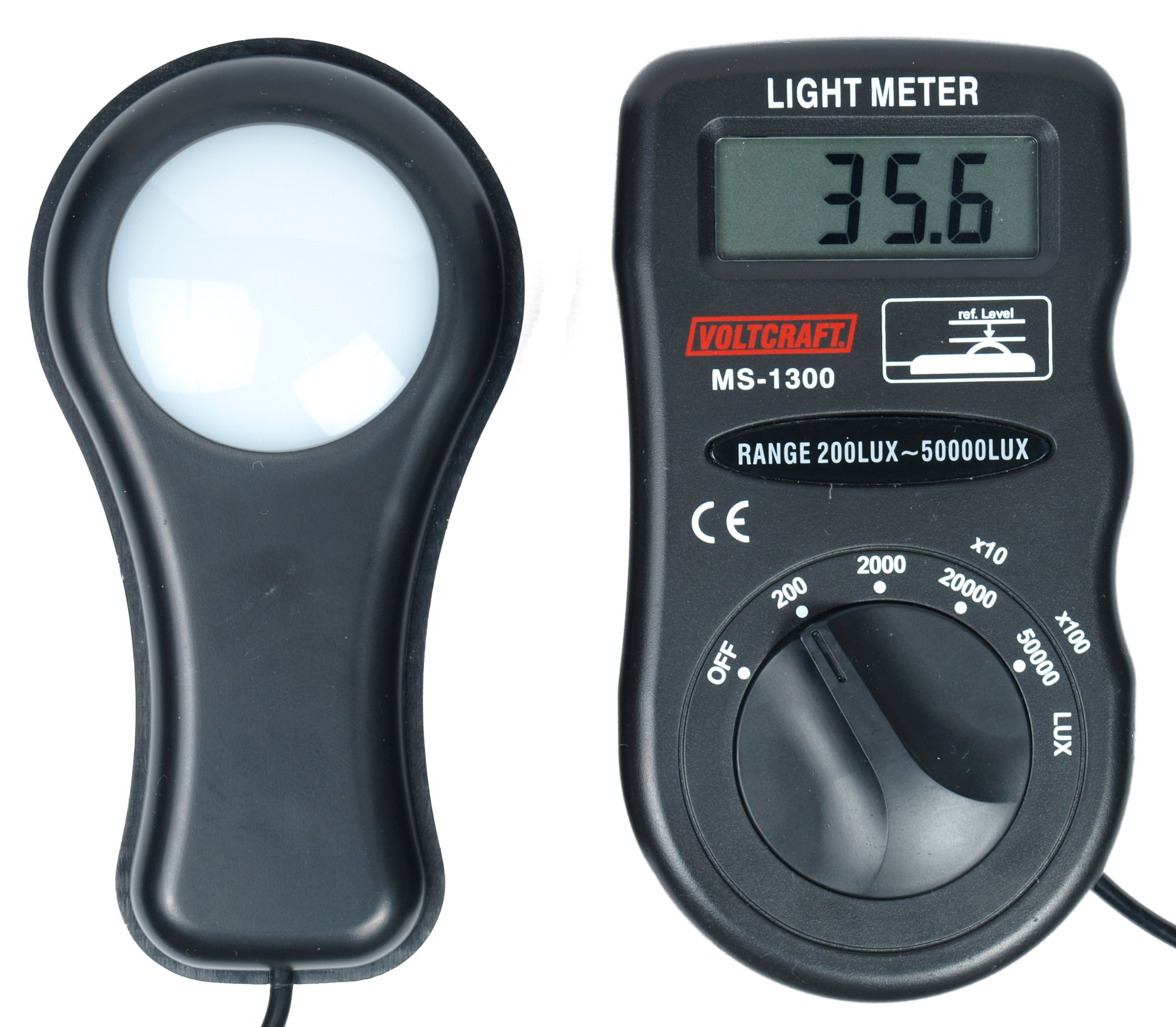
Fotometr elektroniczny

Fotometr – przyrząd pomiarowy do pomiaru natężenia oświetlenia i innych parametrów światła. Stosowany m.in. w fotometrii, spektrofotometrii, technikach oświetleniowych i fotografii (światłomierz, eksponometr, luksomierz). W fotometrii płomieniowej służy do analizy spektralnej płomienia. 

## Fotometr w astronomii
Jest to przyrząd służący do pomiaru jasności obiektów astronomicznych, przy czym przedmiotem podlegającym bezpośrednim pomiarom jest obraz obiektu utworzony przez teleskop. Fotometr służy do pomiaru zaczernienia kliszy - gdy obraz obiektu zostaje uprzednio zarejestrowany na kliszy fotograficznej, bądź do bezpośredniego pomiaru jasności obrazu danego obiektu, wówczas fotometr jest umieszczony w ognisku teleskopu.